# Zoanthus sansibaricus
Zoanthus sansibaricus Carlgren, 1900 è un esacorallo zoantario della famiglia Zoanthidae.